# 亞美尼亞行省
亞美尼亞行省是羅馬帝國的行省之一。
亞美尼亞王國自西元前66/65年時成為羅馬的保護國。114年，圖拉真將亞美尼亞納為羅馬尼亞的行省。但圖拉真的後繼者哈德良決定廢除亞美尼亞行省，亞美尼亞重新成為羅馬帝國的保護國。此後亞美尼亞帝國長期是羅馬和安息帝國及薩珊帝國反复爭奪的地區。1世紀後，亞美尼亞開始基督教化。亞美尼亞王國是世界第一個將基督教定為國教的國家。